# 生日幻境
《生日幻境》（日語：バースデー・ワンダーランド，直譯：Birthday Wonderland）是2019年4月26日上映的日本動畫電影。改編自柏葉幸子的小說《地下室不思議之旅》，導演為原惠一。
2019年1月8日宣布主角的配音員為首次動畫演出松岡茉優擔當負責。2月19日公布市村正親、杏、麻生久美子等，追加的角色配音員。
2019年獲得安錫國際動畫影展的長篇動畫部門提名。

## 劇情大綱
在少女小茜的生日前一天，她受媽媽拜託前往千姑姑家拿生日禮物，並被姑姑的古董店裡一個石膏手印模型吸引，伸手觸碰後發現完全契合。此時店內地下室走出自稱煉金術師的神秘男子西波克拉泰斯，一旁的人偶也活動起來，自稱是男子的徒弟嗶波。西波克拉泰斯宣稱自己來自異世界，目標是找到「綠風女神」來拯救自己所屬的世界，而小茜正是綠風女神。西波克拉泰斯和嗶波帶小茜前去異世界，千姑姑也緊跟在後。
西波克拉泰斯和嗶波表示此世界面臨缺水危機，而生命也因此失去色彩，綠風女神是六百年前解決相似危機的傳奇人物。儘管小茜不認為自己有能力辦到，但還是接受西波克拉泰斯給予的前傾之錨，並前往拯救掌管降雨的王子，以便他能順利在逆尖市的時雨之井進行斬水滴儀式；另一方面，贊古帶著多羅波在各地四處作亂，他們蒐集鐵和物資，企圖炸毀時雨之井，並認為能因此湧出大量的水。
小茜一行人行經多采多姿的荒野、沙漠、雪地、山脈和水域，終於抵達時雨城旁的逆尖市。嗶波認為多羅波可能是自己以前的同學，即時雨城魔法師卡瑪多烏曼的徒弟榮恩。多羅波的回憶顯示，身為榮恩的自己因為魔法失誤而改變了王子的形貌，之後王子便自稱贊古。
贊古操控大砲準備摧毀時雨之井，小茜認為贊古之所以想摧毀時雨之井，是因為懼怕自己不能順利進行斬水滴儀式，並表示會協助他進行儀式。小茜的話語讓贊古恢復成王子的形貌，而西波克拉泰斯和小茜也打造出另一個前傾之錨，助王子能勇往直前。
在斬水滴儀式上，王子沒能完成使命，必須將自己奉獻給井，而阻止他的小茜也和他一起掉入井內。卡瑪多烏曼見到王子的覺悟，助他順利完成斬水滴儀式，大水從時雨之井中爆發出來，揮灑在世上的每個角落。回到原本的世界後，小茜覺得原本如此平凡的世界，如今看起來卻如此不同。

## 登場人物
上杉茜
声：松岡茉優
本作主角。
上杉千
声：杏
小茜的姑姑。
上杉綠
声：麻生久美子
小茜的母親。
嗶波
声：東山奈央
贊古
声：藤原啓治
多羅波
声：矢島晶子
西波克拉泰斯
声：市村正親

## 製作人員
- 原作：柏葉幸子《地下室不思議之旅》
- 監督：原惠一
- 脚本：丸尾未步
- 人物 / 視覺設計：Ilya Kuvshinov
- 音樂：富貴晴美
- 主題曲：milet〈THE SHOW〉（SME Records）
- 形象、插入曲：milet〈Wonderland〉（SME Records）
- 製作：山口真、藤田浩幸、岩上敦宏、池田宏之、森田圭、森下勝司
- 企画：松崎容子、石川光久
- 製片：種田義彦
- 製作人：竹枝義典、本多史典、長南佳志
- 作画監督：浦上貴之、小林直樹、霜山朋久、新井浩一、竹中真吾、伊藤秀樹、山本史
- 演出：長友孝和
- 色彩設計：楠本麻耶
- 美術監督：中村隆
- CG監督：遠藤工
- 攝影監督：田中宏侍
- 編輯：西山茂
- 補助：文化廳文化芸術振興費補助金（映画創造活動支援事業） 独立行政法人日本藝術文化振興会
- 發行：華納兄弟電影
- 動畫製作：SIGNAL.MD
- 製作：「生日幻境」製作委員会（富士電視台、電通、Aniplex、華納兄弟電影、KDDI、SIGNAL.MD）

來源：

## 外部連結
- 電影《生日幻境》官方網站 （页面存档备份，存于）（日語）
- 電影《生日幻境》官網的X（前Twitter）
- 電影《生日幻境》官網的Instagram帳戶
- YouTube上的電影《生日幻境》播放列表